# Leichtathletik-Europameisterschaften 2012/Diskuswurf der Männer

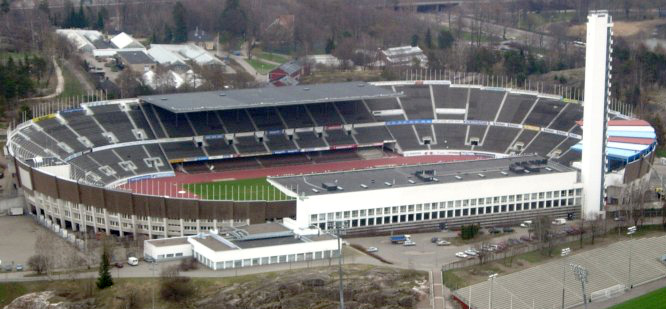
Das Olympiastadion Olympiastadion Helsinki im Jahr 2005

Der Diskuswurf der Männer bei den Leichtathletik-Europameisterschaften 2012 wurde am 29. und 30. Juni 2012 im Olympiastadion der finnischen Hauptstadt Helsinki ausgetragen.
Europameister wurde der deutsche Doppelweltmeister (2009/2011), Vizeweltmeister (2007) und Vizeeuropameister (2010) Robert Harting. Platz zwei belegte der Olympiasieger von 2008, Weltmeister von 2007, Vizeweltmeister von 2005/2011, WM-Dritte von 2009 und Vizeeuropameister von 2006 Gerd Kanter aus Estland. Bronze ging an den niederländischen WM-Dritten von 2007 Rutger Smith der tags zuvor auch die Silbermedaille im Kugelstoßen errungen hatte.

## Bestehende Rekorde
| Weltrekord           | 74,08 m | Jürgen Schult     | Neubrandenburg DDR (heute Deutschland) | 6. Juni 1986   |
| Europarekord         | 74,08 m | Jürgen Schult     | Neubrandenburg DDR (heute Deutschland) | 6. Juni 1986   |
| Meisterschaftsrekord | 68,87 m | Piotr Małachowski | EM Barcelona, Spanien                  | 1. August 2010 |

Der bestehende EM-Rekord wurde bei diesen Europameisterschaften nicht erreicht. Die größte Weite erzielte der deutsche Europameister Robert Harting im Finale mit 68,30 m, womit er 57 Zentimeter unter dem Rekord blieb. Zum Welt- und Europarekord fehlten ihm 5,78 m.

## Doping
Der zunächst drittplatzierte Ungar Zoltán Kővágó wurde wegen Verstoßes gegen die Dopingbestimmungen nachträglich disqualifiziert und für zwei Jahre gesperrt.
Leidtragende waren vor allem drei Athleten:
- Der Niederländer Rutger Smith erhielt seine Bronzemedaille weit verspätet und konnte nicht an der Siegerehrung teilnehmen.
- Dem Polen Przemysław Czajkowski wurde die Teilnahme am Finale verwehrt.
- Dem Deutschen Markus Münch hätten als achtplatzierten Werfer im Finale drei weitere Versuche zugestanden.

## Legende
Kurze Übersicht zur Bedeutung der Symbolik – so üblicherweise auch in sonstigen Veröffentlichungen verwendet:
| NM  | keine Weite (no mark)                 |
| ogV | ohne gültigen Versuch                 |
| DOP | wegen Dopingvergehens disqualifiziert |
| –   | verzichtet                            |
| x   | ungültig                              |

## Qualifikation
29. Juni 2012, 9:00 Uhr
31 Teilnehmer traten in zwei Gruppen zur Qualifikationsrunde an. Die Qualifikationsweite für den direkten Finaleinzug betrug 64,80 m. Neun Athleten übertrafen diese Marke (hellblau unterlegt). Das Finalfeld wurde mit den drei nächstplatzierten Sportlern auf zwölf Werfer aufgefüllt (hellgrün unterlegt). So mussten schließlich 62,35 m für die Finalteilnahme erbracht werden.

### Gruppe A

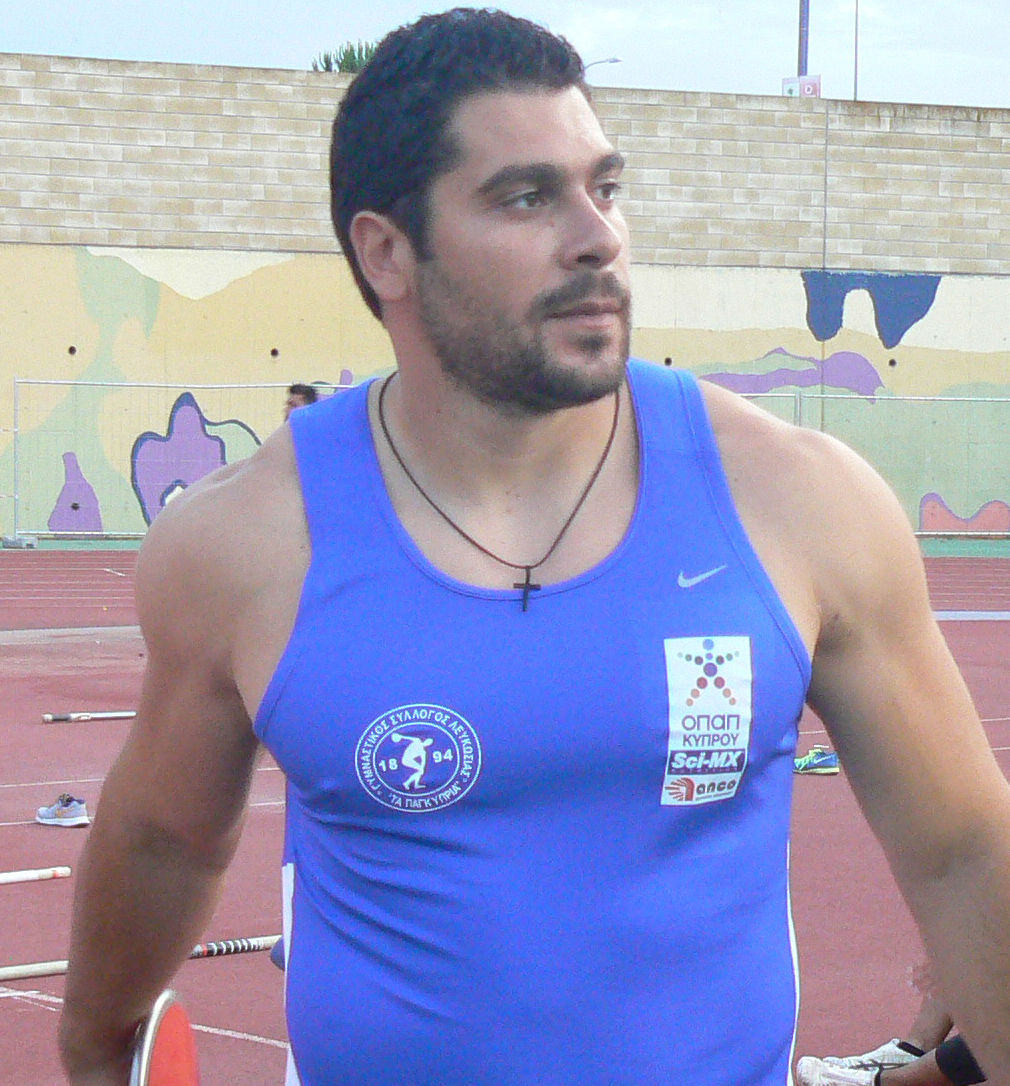
Apostolos Parellis erzielte 61,79 m, was nicht für die Finalteilnahme reichte
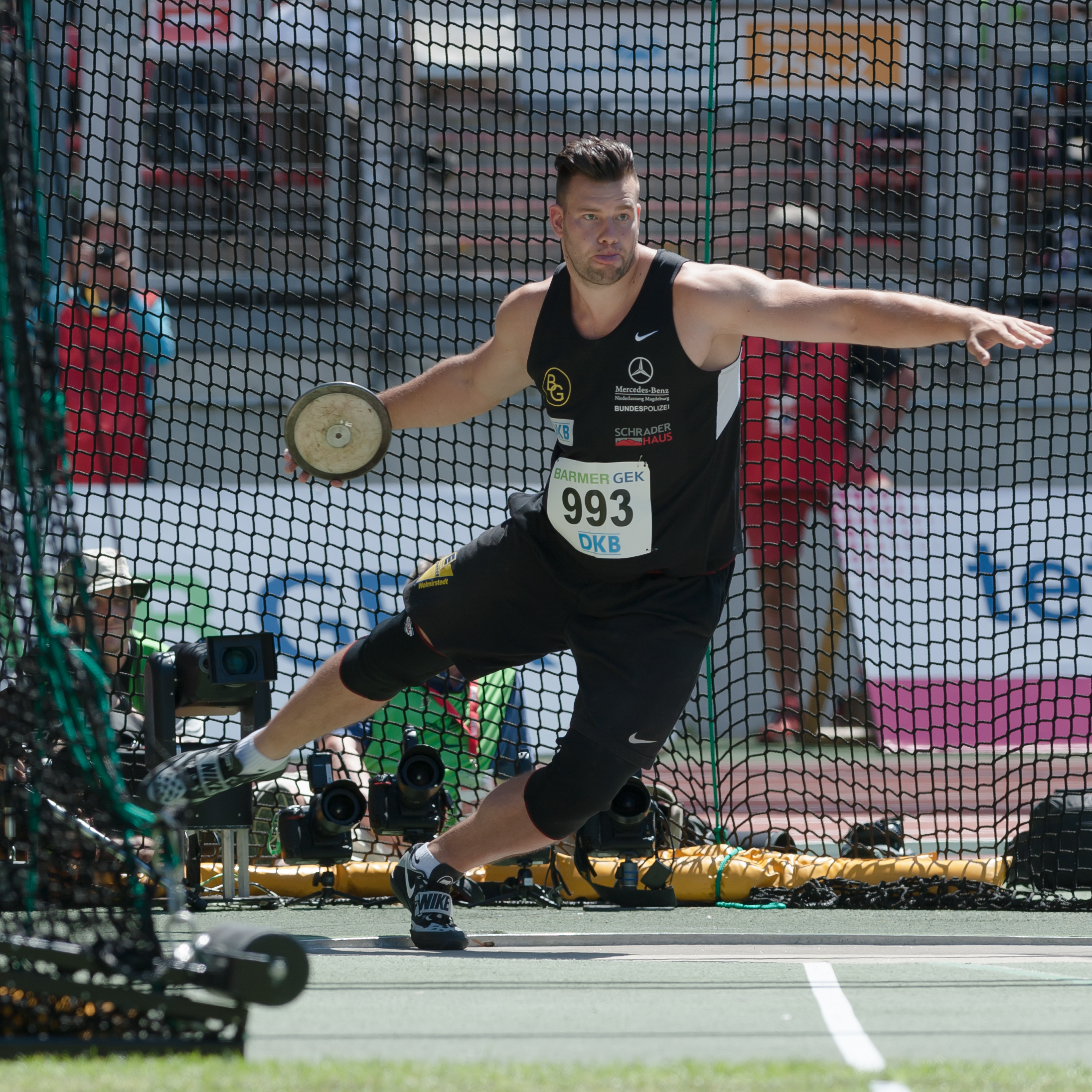
Martin Wierig scheiterte mit seinen 61,34 m in der Qualifikation
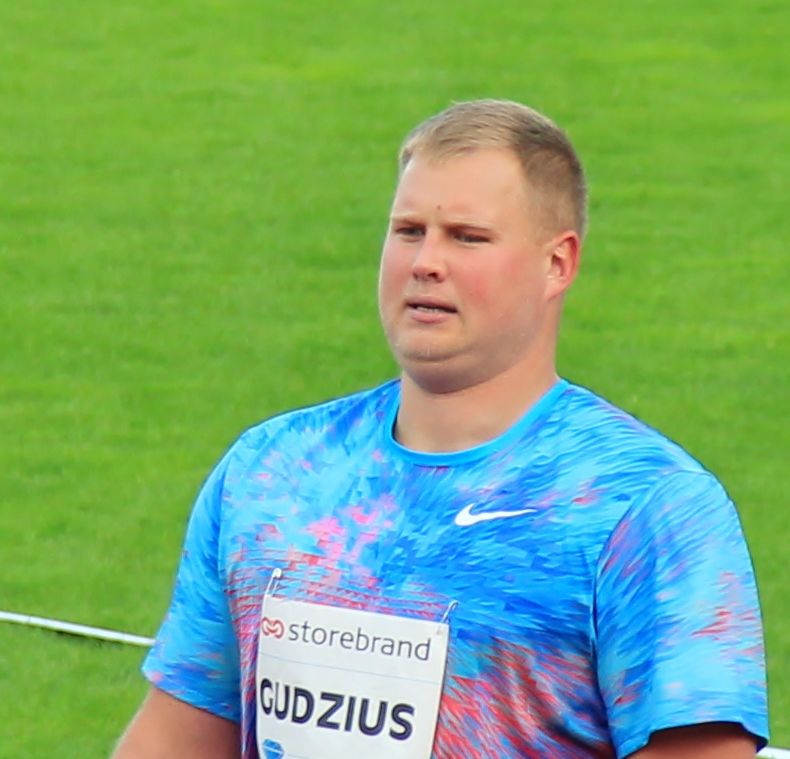
Andrius Gudžius landete mit 55,80 m auf dem letzten Platz seiner Qualifikationsgruppe – seine große Zeit sollte noch kommen

| Platz | Name               | Nation         | Resultat (m) | 1. Versuch (m) | 2. Versuch (m) | 3. Versuch (m) |
| 1     | Robert Harting     | Deutschland    | 65,49        | 64,88          | 65,49          | –              |
| 2     | Gerd Kanter        | Estland        | 64,85        | 59,08          | 63,71          | 64,85          |
| 3     | Frank Casañas      | Spanien        | 64,50        | x              | 62,27          | 64,50          |
| 4     | Robert Urbanek     | Polen          | 64,07        | 60,72          | 64,07          | 61,18          |
| 5     | Rutger Smith       | Niederlande    | 63,75        | 63,75          | –              | –              |
| 6     | Gerhard Mayer      | Österreich     | 62,35        | 60,32          | 62,35          | 60,20          |
| 7     | Apostolos Parellis | Zypern         | 61,79        | 59,80          | 61,37          | 61,79          |
| 8     | Martin Wierig      | Deutschland    | 61,34        | 58,08          | 61,34          | x              |
| 9     | Mykyta Nesterenko  | Ukraine        | 61,21        | 61,01          | 60,64          | 61,21          |
| 10    | Leif Arrhenius     | Schweden       | 60,49        | 58,99          | 59,02          | 60,49          |
| 11    | Brett Morse        | Großbritannien | 58,71        | x              | x              | 58,71          |
| 12    | Abdul Buhari       | Großbritannien | 58,57        | 58,57          | x              | x              |
| 13    | Giovanni Faloci    | Italien        | 57,67        | 57,31          | 57,67          | 55,12          |
| 14    | Yeóryios Trémos    | Griechenland   | 56,94        | 56,94          | x              | x              |
| 15    | Andrius Gudžius    | Litauen        | 55,80        | x              | 55,80          | x              |

### Gruppe B
| Platz | Name                  | Nation         | Resultat (m) | 1. Versuch (m) | 2. Versuch (m) | 3. Versuch (m) | Anmerkung                              |
| 1     | Mario Pestano         | Spanien        | 66,27        | 62,26          | 66,27          | –              |                                        |
| 2     | Erik Cadée            | Niederlande    | 65,09        | 65,09          | –              | –              |                                        |
| 3     | Lawrence Okoye        | Großbritannien | 64,86        | 60,31          | 64,86          | –              |                                        |
| 4     | Markus Münch          | Deutschland    | 62,83        | 61,44          | 60,95          | 62,83          |                                        |
| 5     | Ercüment Olgundeniz   | Türkei         | 62,82        | 62,82          | x              | x              |                                        |
| 6     | Przemysław Czajkowski | Polen          | 62,22        | 61,90          | 62,22          | 60,22          | eigentlich für das Finale qualifiziert |
| 7     | Märt Israel           | Estland        | 60,59        | x              | 60,59          | 58,31          |                                        |
| 8     | Danijel Furtula       | Montenegro     | 60,18        | x              | 60,18          | x              |                                        |
| 9     | Mikko Kyyrö           | Finnland       | 60,16        | 60,16          | x              |                |                                        |
| 10    | Gaute Myklebust       | Norwegen       | 59,90        | 58,16          | 59,90          | 58,59          |                                        |
| 11    | Niklas Arrhenius      | Schweden       | 59,02        | 58,26          | x              | 59,02          |                                        |
| 12    | Oskars Vaisjūns       | Lettland       | 58,34        | 57,05          | 56,06          | 58,34          |                                        |
| 13    | Nikolai Sedjuk        | Russland       | 57,08        | 55,71          | x              | 57,08          |                                        |
| 14    | Sergiu Ursu           | Rumänien       | 56,85        | 56,85          | x              | x              |                                        |
| NM    | Roland Varga          | Kroatien       | ogV          | x              | x              | x              |                                        |
| DOP   | Zoltán Kővágó         | Ungarn         | 65,99        | 63,62          | x              | 65,99          | für das Finale zugelassen              |

In Qualifikationsgruppe B ausgeschiedene Kugelstoßer:

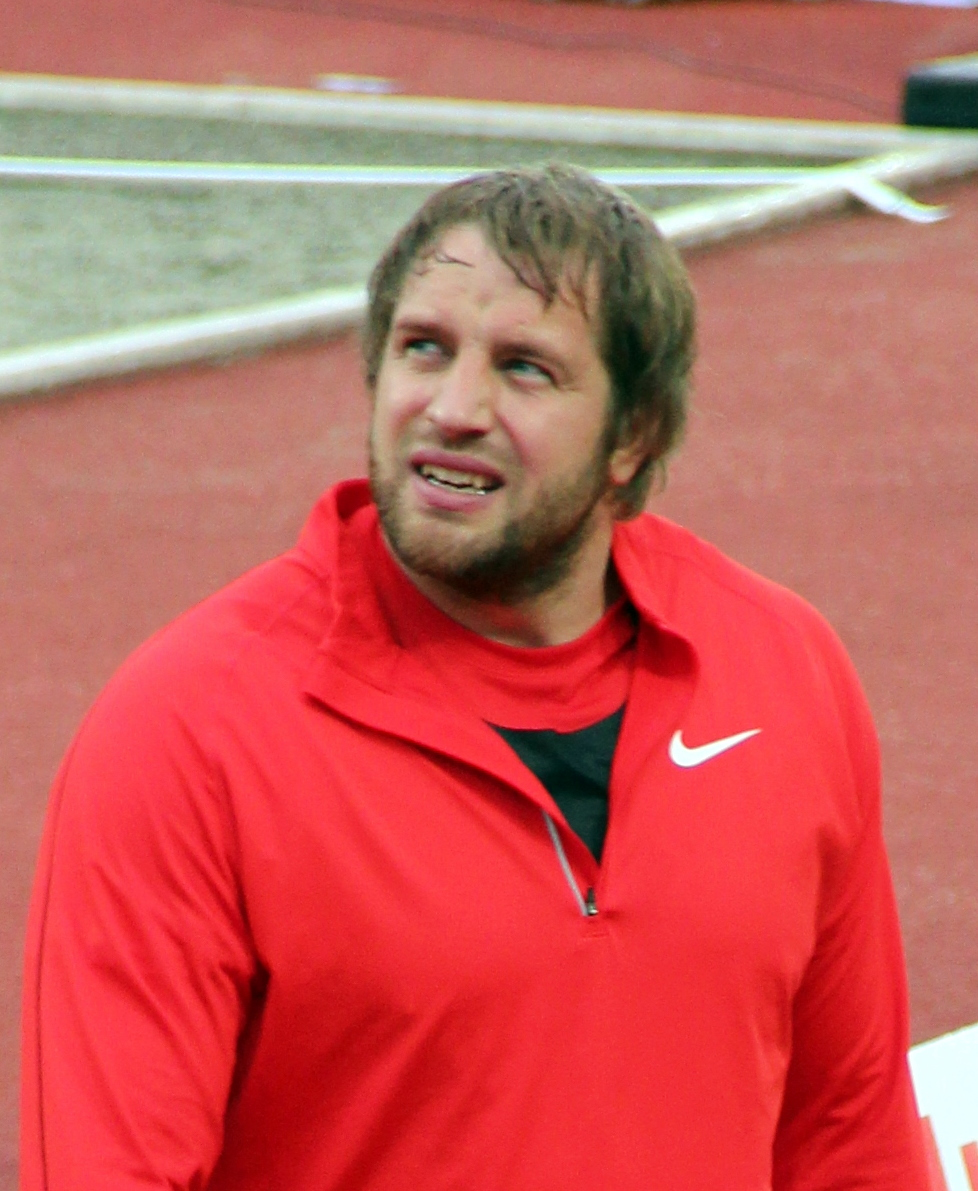
Märt Israel – 60,59 m
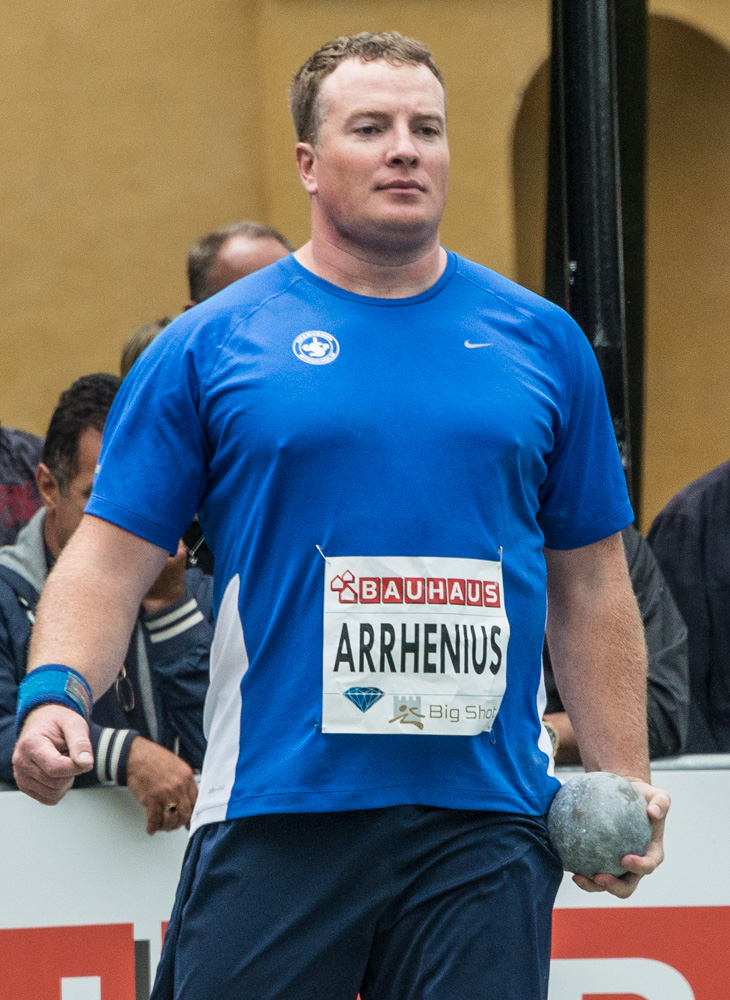
Niklas Arrhenius – 59,02 m
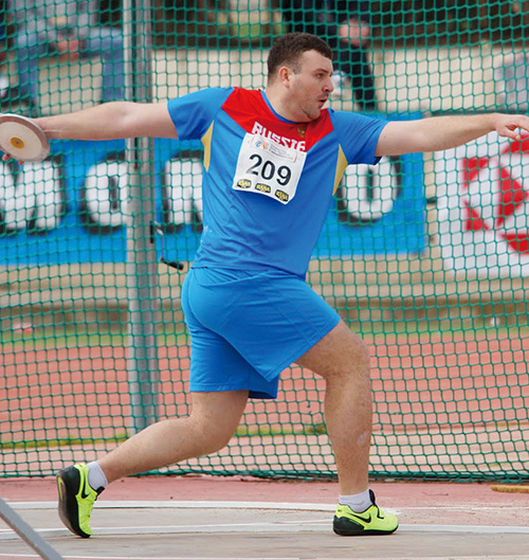
Nikolai Sedjuk – 57,08 m
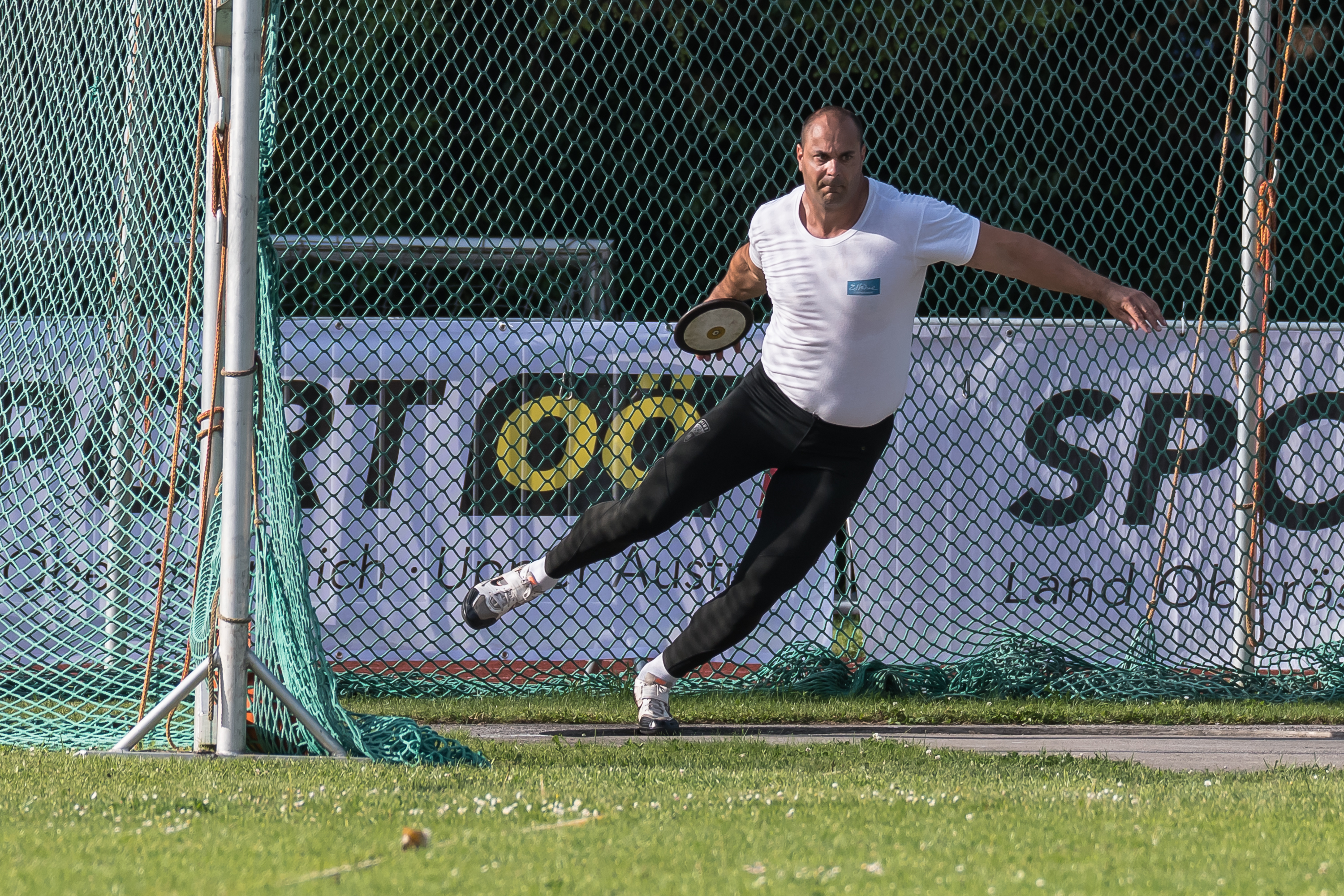
Roland Varga – kein gültiger Wurf

## Finale
30. Juni 2012, 19:10 Uhr
| Platz | Name                | Nation         | Resultat (m) | 1. Versuch (m) | 2. Versuch (m) | 3. Versuch (m) | 4. Versuch (m)                             | 5. Versuch (m)                             | 6. Versuch (m)                             |
| 1     | Robert Harting      | Deutschland    | 68,30        | 64,02          | 65,80          | x              | 68,30                                      | –                                          | 67,07                                      |
| 2     | Gerd Kanter         | Estland        | 66,53        | 65,11          | x              | 64,32          | 64,44                                      | 66,53                                      | 65,47                                      |
| 3     | Rutger Smith        | Niederlande    | 64,02        | x              | 61,51          | 61,71          | 63,97                                      | x                                          | 64,02                                      |
| 4     | Mario Pestano       | Spanien        | 63,87        | 60,57          | 62,26          | 62,05          | 63,87                                      | x                                          | x                                          |
| 5     | Frank Casañas       | Spanien        | 63,60        | 62,29          | 63,60          | x              | 61,03                                      | x                                          | 60,69                                      |
| 6     | Robert Urbanek      | Polen          | 62,99        | 61,96          | 62,99          | 61,14          | 61,84                                      | 60,44                                      | x                                          |
| 7     | Gerhard Mayer       | Österreich     | 62,85        | 62,85          | 61,27          | 57,11          | x                                          | x                                          | 60,58                                      |
| 8     | Markus Münch        | Deutschland    | 61,25        | 60,27          | 61,25          | x              | eigentlich zu 3 weiteren Würfen berechtigt | eigentlich zu 3 weiteren Würfen berechtigt | eigentlich zu 3 weiteren Würfen berechtigt |
| 9     | Ercüment Olgundeniz | Türkei         | 60,92        | 60,92          | x              | x              | nicht im Finale der besten acht Werfer     | nicht im Finale der besten acht Werfer     | nicht im Finale der besten acht Werfer     |
| 10    | Erik Cadée          | Niederlande    | 60,58        | x              | 60,49          | 60,58          | nicht im Finale der besten acht Werfer     | nicht im Finale der besten acht Werfer     | nicht im Finale der besten acht Werfer     |
| 11    | Lawrence Okoye      | Großbritannien | 60,09        | 55,09          | 60,09          | 57,00          | nicht im Finale der besten acht Werfer     | nicht im Finale der besten acht Werfer     | nicht im Finale der besten acht Werfer     |
| DOP   | Zoltán Kővágó       | Ungarn         | 66,42        | 65,45          | 62,07          | x              | 63,66                                      | 63,66                                      | 66,42                                      |

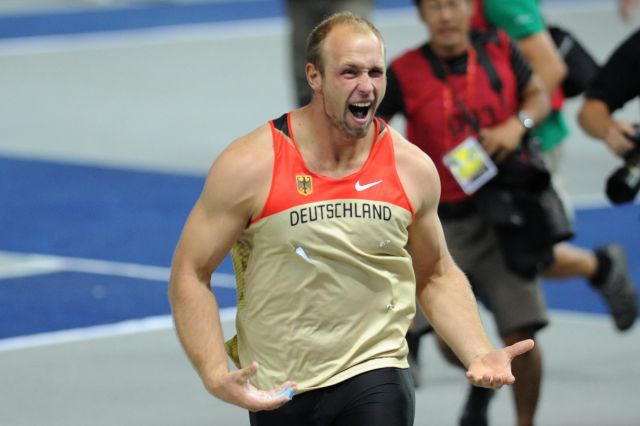
Europameister Robert Harting – der dominante Diskuswerfer seit 2009

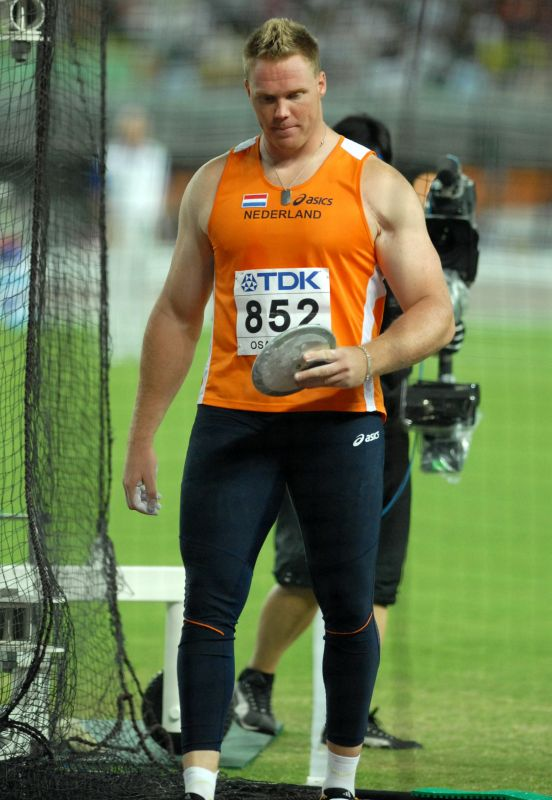
Bronze gab es für Rutger Smith, der am Tag zuvor Silber im Kugelstoßen errungen hatte
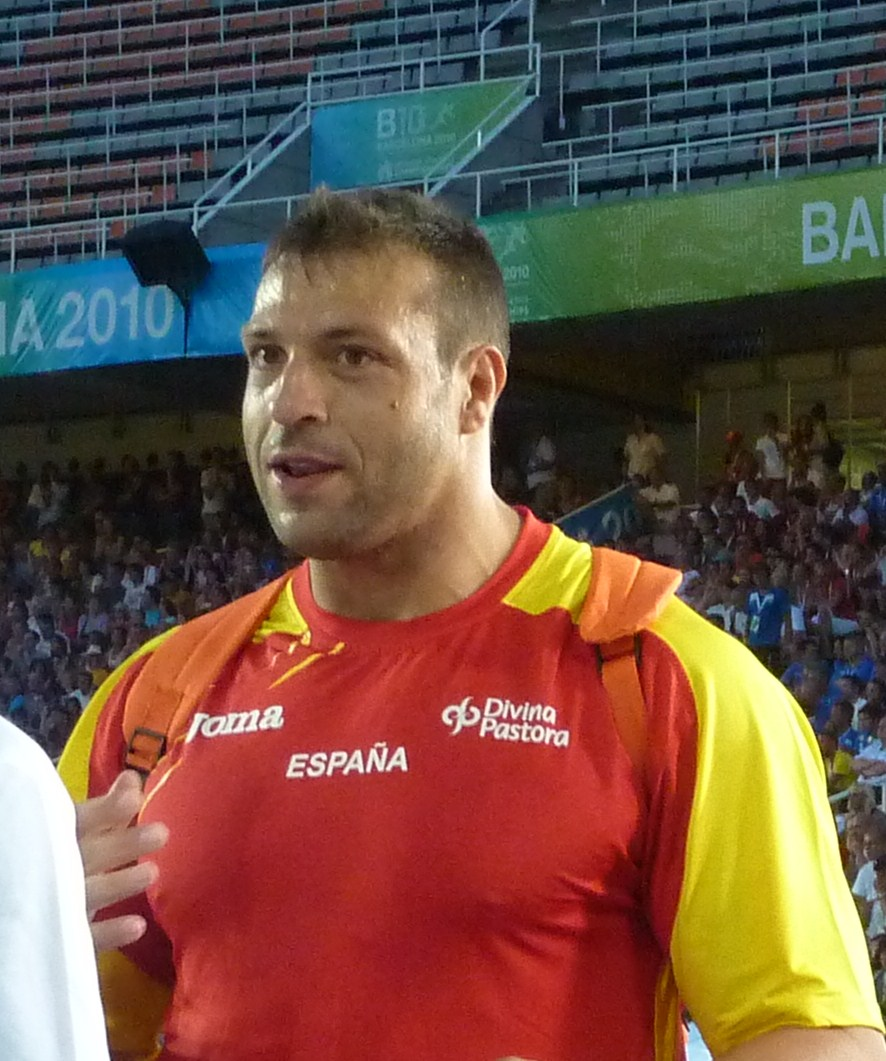
Rang vier für Mario Pestano
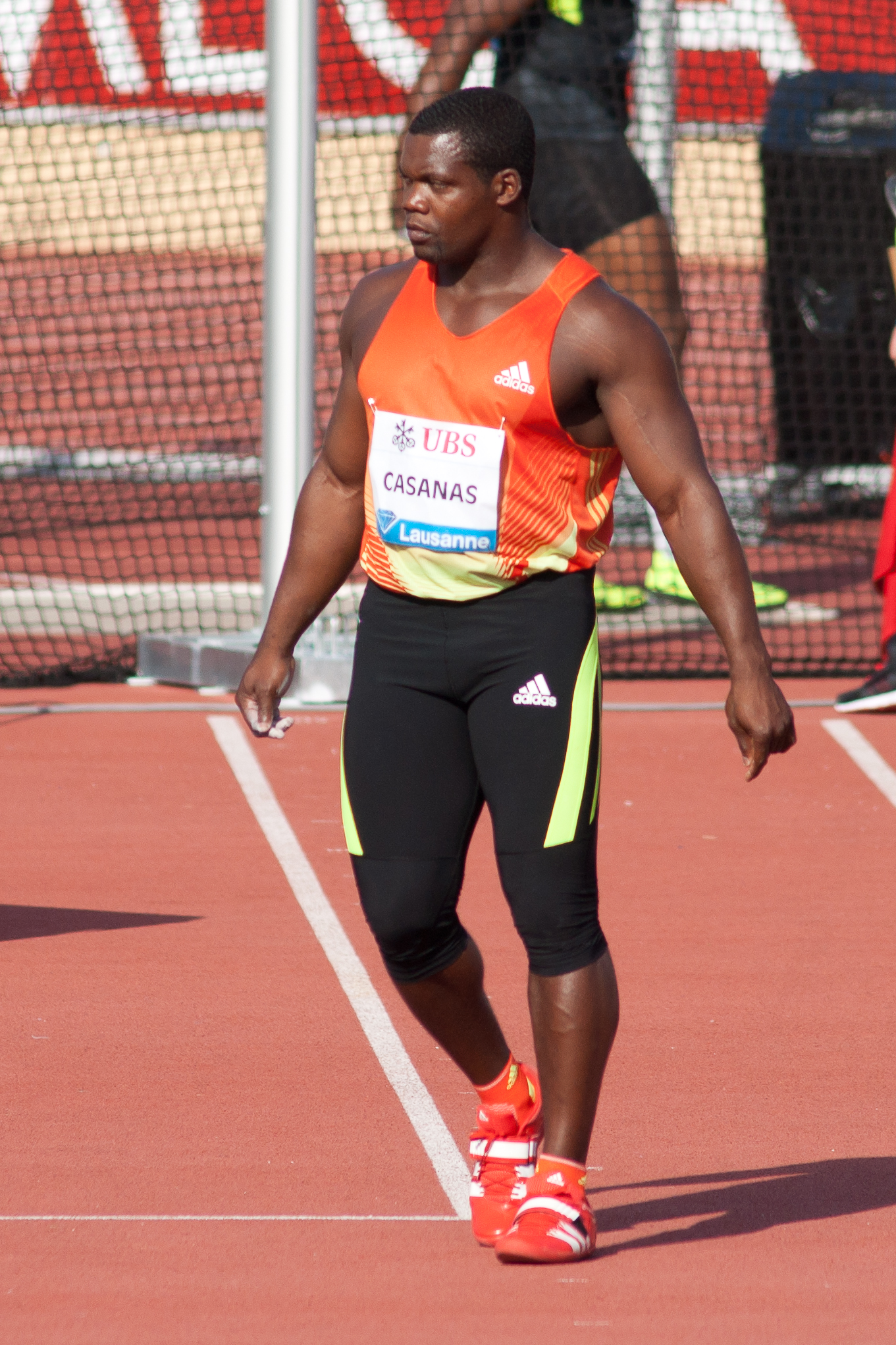
Frank Casañas erreichte Platz fünf

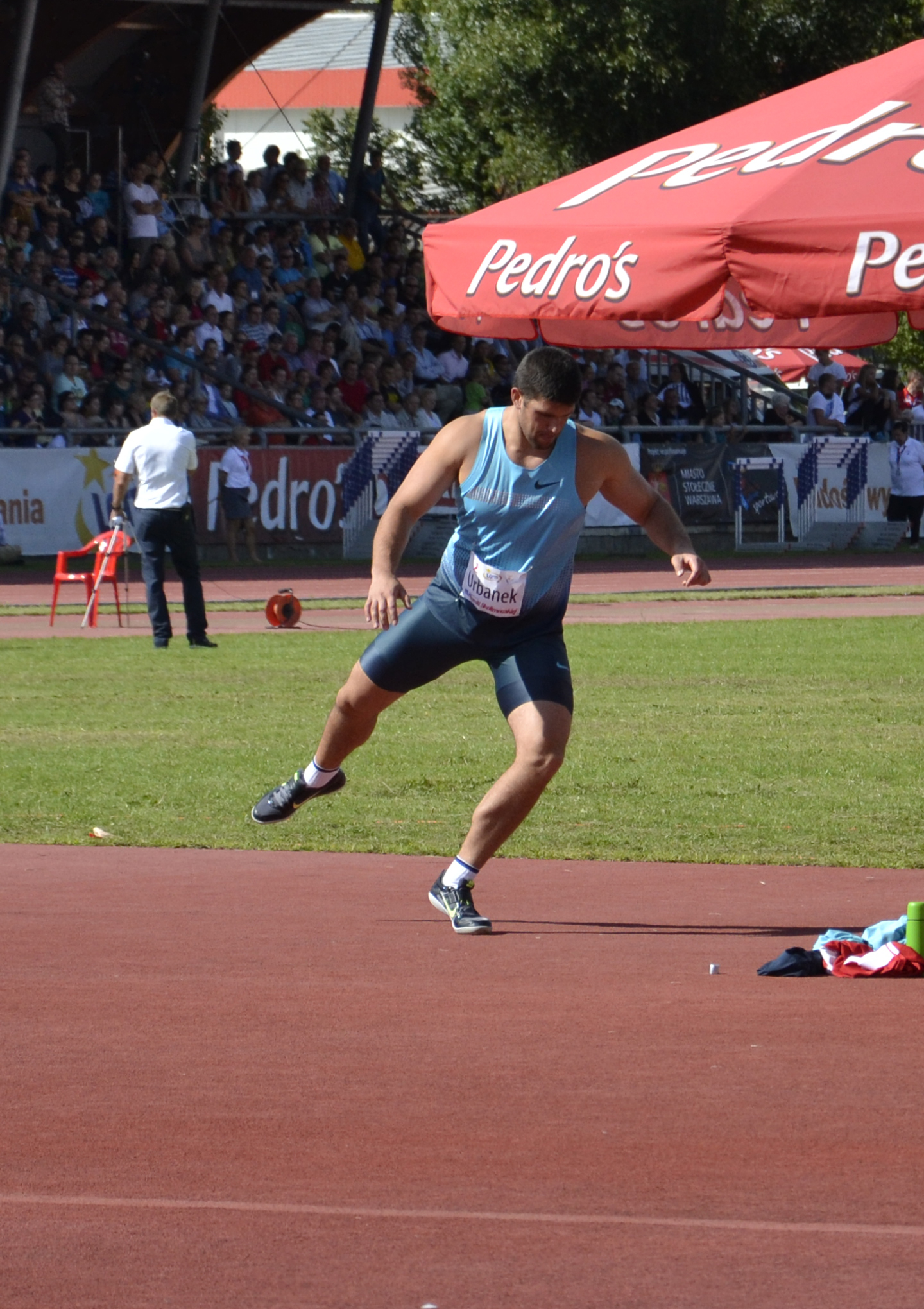
Robert Urbanek kam auf den sechsten Platz
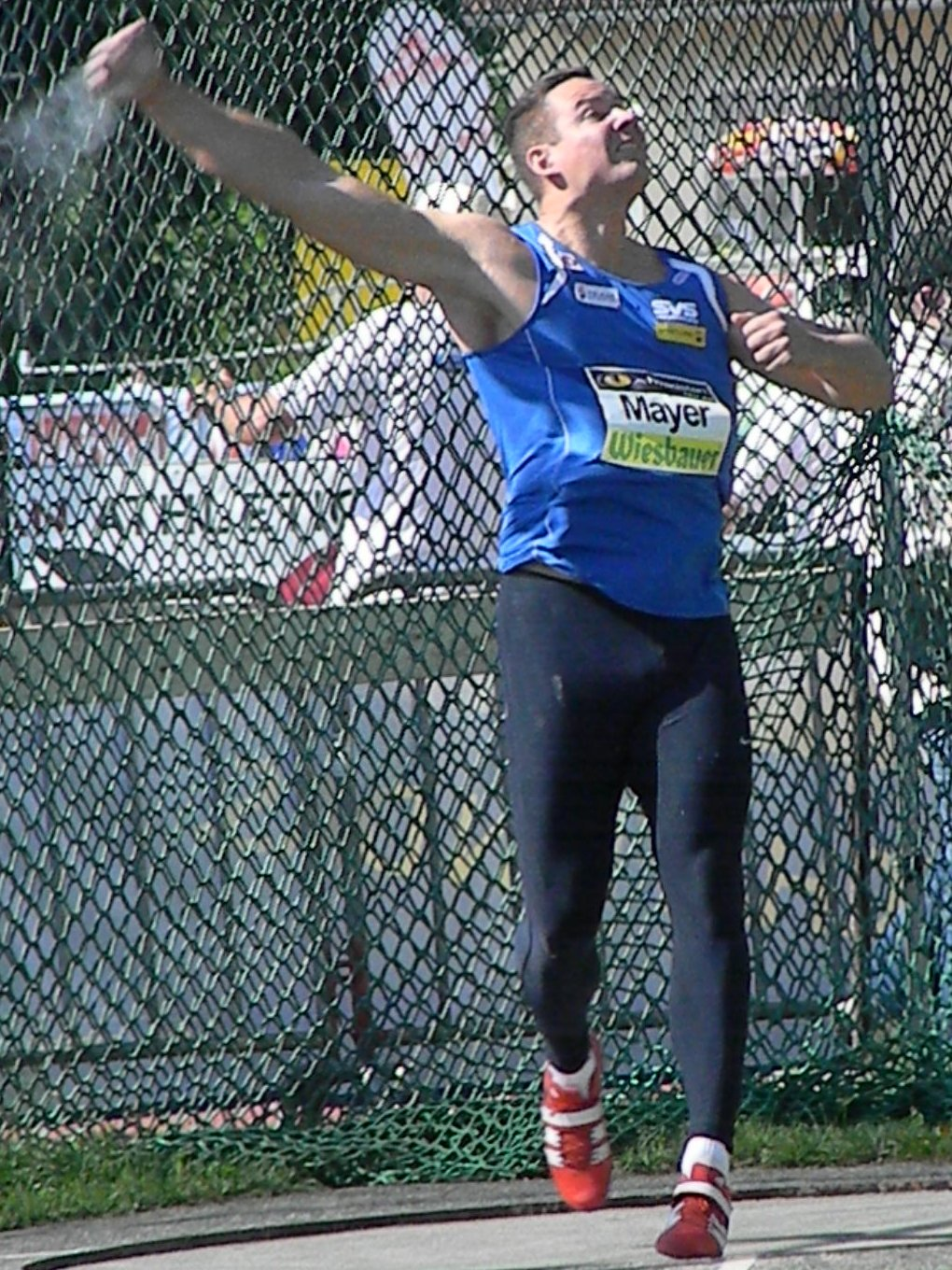
Gerhard Mayer belegte Rang sieben
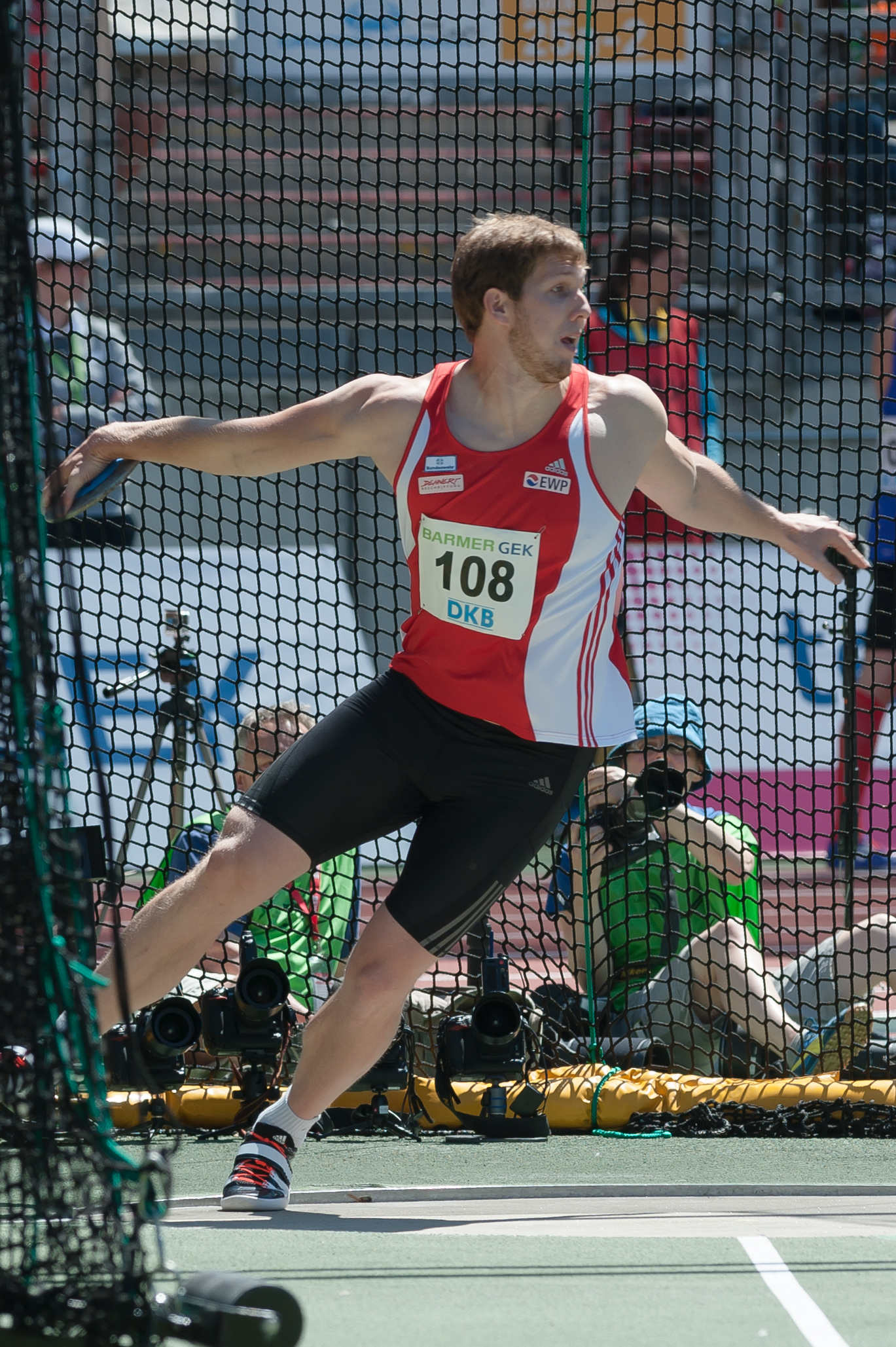
Markus Münch – Achter und im Finale um drei Würfe betrogen

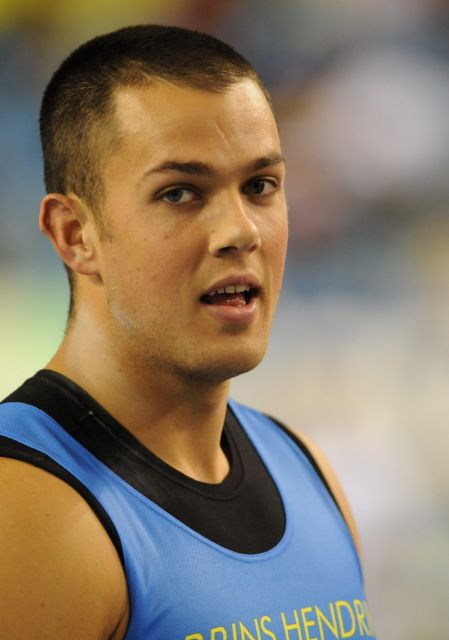
Erik Cadée – Rang neun
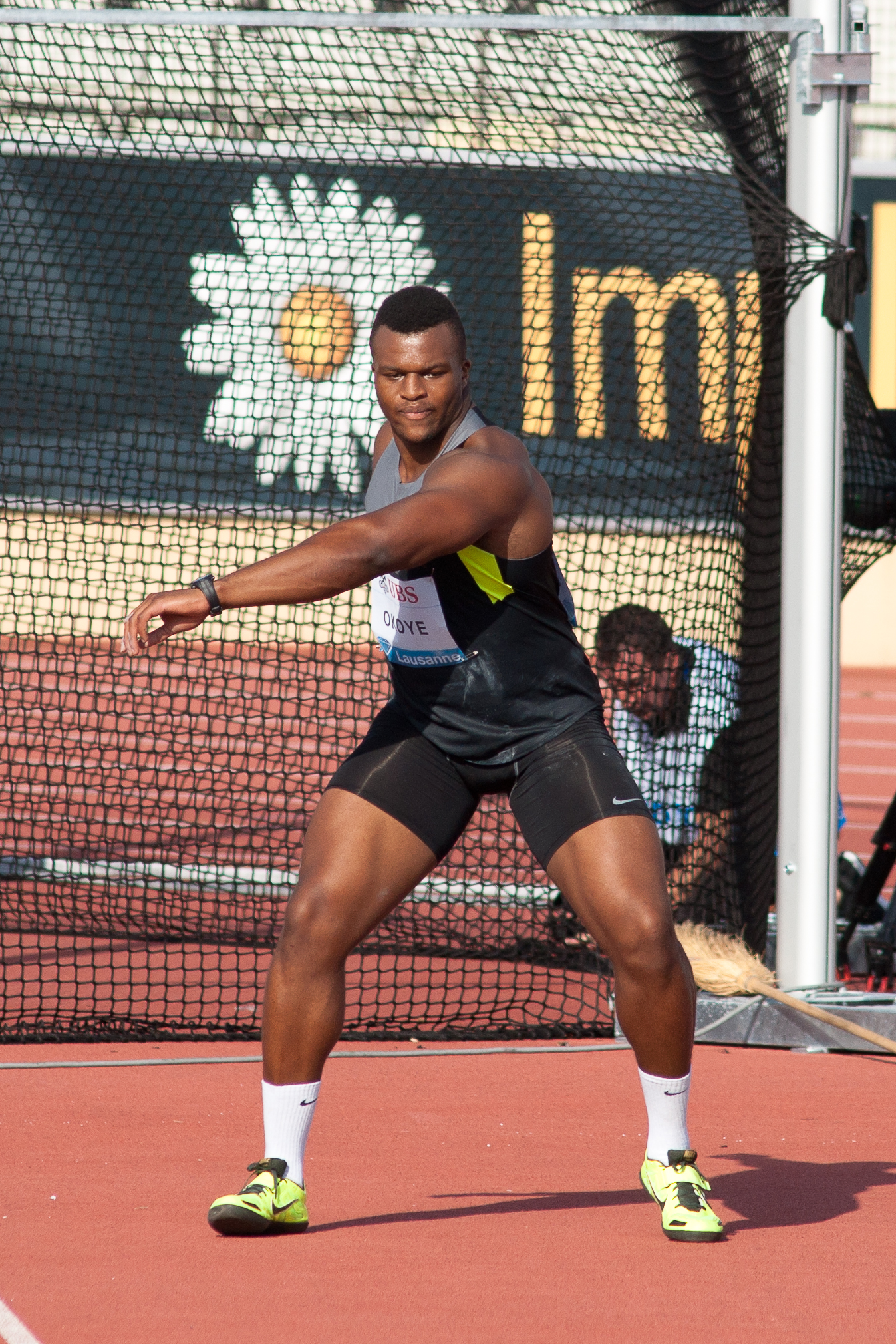
Der elftplatzierte Lawrence Okoye
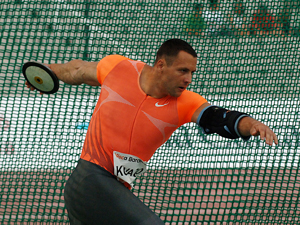
Der nachträglich disqualifizierte Dopingsünder Zoltán Kővágó

## Videolink
- Men's Discus Final | Helsinki 2012, youtube.com, abgerufen am 16. Januar 2020